# 双重梅森数
双重梅森数（英語：double Mersenne number）是指可以用以下形式表示的梅森數：
{\displaystyle M_{M_{n}}=2^{2^{n}-1}-1}
其中n為正整數。
双重梅森数的數列如下
{\displaystyle M_{M_{1}}=M_{1}=1}
{\displaystyle M_{M_{2}}=M_{3}=7}
{\displaystyle M_{M_{3}}=M_{7}=127}
{\displaystyle M_{M_{4}}=M_{15}=32767}
{\displaystyle M_{M_{5}}=M_{31}=2147483647} （OEIS數列A077585）
双重梅森数的2倍加3是費馬數。

## 雙重梅森質數
若雙重梅森數本身也是質數，則稱為雙重梅森質數。由於梅森數Mp為質數的必要條件是p為質數，因此雙重梅森數{\displaystyle M_{M_{p}}}為質數的必要條件是{\displaystyle M_{p}}為梅森質數。
頭幾個雙重梅森質數如下：
{\displaystyle M_{M_{2}}=M_{3}=7}
{\displaystyle M_{M_{3}}=M_{7}=127}
{\displaystyle M_{M_{5}}=M_{31}=2147483647}
{\displaystyle M_{M_{7}}=M_{127}=170141183460469231731687303715884105727} （OEIS數列A077586）.
頭幾個使Mp為質數的p值為p = 2, 3, 5, 7, 13, 17, 19, 31, 61, 89, 107, 127（OEIS數列A000043）。在p為2, 3, 5, 7時，{\displaystyle M_{M_{p}}}為質數，但在p = 13, 17, 19及31時，{\displaystyle M_{M_{p}}}不是質數，下一個雙重梅森數{\displaystyle M_{M_{61}}}還不確定是否是質數，其數值為22305843009213693951 − 1，大約是1.695×10694127911065419641，目前已知的素性测试無法處理這麼大的數字，已知在小於4×1033的整數中，沒有{\displaystyle M_{M_{61}}}的質因數。可能除了上述的四個雙重梅森質數外，不存在其他的雙重梅森質數。。

## 和大眾娛樂的關係
在乃出個未來電影版《The Beast with a Billion Backs》中，雙重梅森數{\displaystyle M_{M_{7}}}出現在「哥德巴赫猜想的大略證明」中，其中該數字被稱為「火星素數」（martian prime）。

## 延伸閱讀
- Dickson, L. E., , New York: Chelsea Publishing, 1971 [1919].

## 外部連結
- 埃里克·韦斯坦因. . MathWorld.
- Tony Forbes, A search for a factor of MM61（页面存档备份，存于）.
- Status of the factorization of double Mersenne numbers
- Double Mersennes Prime Search（页面存档备份，存于）
- Operazione Doppi Mersennes（页面存档备份，存于）